# Jatropha guaranitica
Jatropha guaranitica là một loài thực vật có hoa trong họ Đại kích. Loài này được Speg. mô tả khoa học đầu tiên năm 1883.